# Chiến dịch Custom Tailor
Chiến dịch Custom Tailor là lực lượng tấn công gồm tàu tuần dương và tàu khu trục của Mỹ đã tiến hành cuộc đột kích vào Hải Phòng, miền Bắc Việt Nam vào ngày 10 tháng 5 năm 1972. Đây là cuộc tấn công làm nên lịch sử với sự tham dự của hạm đội tàu tuần dương/tàu khu trục đáng gờm nhất ở Tây Thái Bình Dương kể từ Thế chiến thứ Hai. Trong cuộc tấn công này, các mục tiêu quân sự trong vòng bốn dặm quanh Hải Phòng đều bị đánh phá và đối phương chống trả rất mãnh liệt.

## Diễn biến

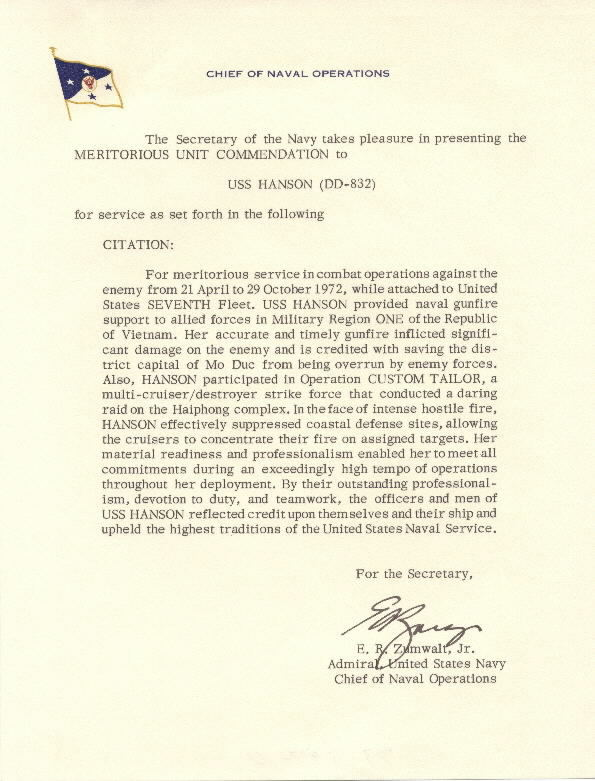
Bằng khen Đơn vị Ưu tú đã được trao cho thủy thủ đoàn tàu USS Hanson.

Đoàn tàu tham gia gồm có USS Hanson, USS Buchanan, USS Newport News, USS Providence và USS Oklahoma City.
Trong cuộc đột kích, USS Hanson tiến vào cảng Hải Phòng để trấn áp các khẩu đội pháo bờ biển của Bắc Việt đồng thời tạo điều kiện cho đoàn tàu Hải quân Mỹ khác rải thủy lôi ở lối vào cảng Hải Phòng. Điều này khiến USS Hanson trở thành tàu chiến cuối cùng của Mỹ vào cảng Hải Phòng trong chiến tranh Việt Nam và là chiếc cuối cùng rời khỏi cảng này.